# Рийгиког (Естония)
Рийгиког (на естонски: Riigikogu) е законодателният орган на Естония. Той представлява еднокамарен парламент състоящ се от 101 депутати, избирани за мандат от 5 години.

## Кратка история
Според Конституцията от 1920 г., върховният орган на Република Естония е парламента, Рийгиког.
- 1-ви Рийгиког – от 20.12.1920 г. до 30.05.1923 г.

Политическите партии с най-голямо представителство в първия Рийгиког са: Работническата партия (22 представители), Асамблеите на земеделците (21 представители) и Естонската социалдемократическа работническа партия (18 представители)
- 2-ри Рийгиког – от 31.05.1923 г. до 14.06.1926 г.

Политическите партии с най-голямо представителство във втория Рийгиког са: Асамблеите на земеделците (23 представители), Естонската социалдемократическа работническа партия (15 представители) и Работническата партия (12 представители)
- 3-ти Рийгиког – от 15.06.1926 г. до 14.06.1929 г.

- 4-ти Рийгиког – от 15.06.1929 г. до 14.06.1932 г.
- 5-и Рийгиког – от 15.06.1932 г. до 02.10.1934 г.

През 1933 година, на референдум е одобрен проект на нова конституция.
През месец март 1934 година е обявено извънредно положение и парламентът е разпуснат.
На 02.10.1934 г., правителството отново отлага заседание на парламента, след което петият Рийгиког не е призован повече.
На 05.03.1935 г., всички дейности на политическите партии са забранени.
През февруари 1937 година е свикано. Народното събрание и на 28 юли същата година то приема нова конституция.
През февруари 1938 година е избран шестият Рийгиког въз основа на новата конституция. Той е двукамарен, а 80 от неговите членове са избрани на мажоритарен принцип.
- 6-и Рийгиког – от 07.04.1938 г. до 05.07.1940 г.

На 17 юни 1940 г., Република Естония е окупирана от Съветския съюз.
През 1941 година Естония е окупирана от Германия, а през 1944 година отново от Съветския съюз.
Непосредствено преди началото на съветската окупация през септември 1944 г. е сформирано националистическо правителство. То се основава на Конституцията и се състои предимно от политически сили, които са били активни в петия и шестия Рийгиког. Членовете на това правителство, които не успяват да избягат от Естония преди навлизането на Червената армия са арестувани от окупаторите.
Окупацията продължава 47 години, през което време регулярно се състоят избори на Върховния съвет.
Изборът на Висшия съвет на Естония през 1990 г. се провежда на демократична основа.
Висш съвет на Естония – от 29.03.1990 г. до 29.09.1992 г.
- 7-и Рийгиког – от 30.09.1992 г. до 10.03.1995 г.
- 8-и Рийгиког – от 11.03.1995 г. до 13.03.1999 г.
- 9-и Рийгиког – от 14.03.1999 г. до 21.03.2003 г.
- 10-и Рийгиког – от 22.03.2003 г. до 26.03.2007 г.
- 11-и Рийгиког – от 27.03.2007 г. до 26.03.2011 г.
- 12-и Рийгиког – от 27.03.2011 г.

### Основни функции
- Законодателна
- Наблюдение на дейността на изпълнителната власт

- Представителна

Законодателната функция е основна и най-важна за Рийгиког.
Той влияе върху държавното управление основно чрез определяне на приходите и разходите на държавата. Рийгиког приема бюджета и утвърждава таксите.
Парламентът има право да ратифицира и денонсира международни договори, а също така и да взема решение относно държавни заеми.
Член на Рийгиког има право да поиска обяснения от правителството и неговите членове, председателя на Управителния съвет на Централната банка на Естония, от президента на Централната банка на Естония, от главния одитор, канцлерът на правосъдието и главнокомандващия отбранителните сили, с което се дава възможност на членовете на парламента да наблюдават дейността на изпълнителната власт и изброените нейни високопоставени държавни служители.
Рийгиког избира и назначава няколко високопоставени държавни служители, сред които е и президента на републиката. Ако никой от кандидатите не получи необходимото мнозинство от две трети, президентът се избира от избирателния орган, състоящ се от членовете на Рийгиког и представители на местните власти.
Рийгиког назначава и по предложение на президента, председателя на Националния съд, председателя на Управителния съвет на Централната банка на Естония, главния одитор, канцлерът на правосъдието и главнокомандващия отбранителните сили.